# 埃達克島
埃达克岛是美国阿拉斯加州的一个岛屿，位于阿拉斯加州西部，阿留申群岛中安德烈亚诺夫群岛的西端，阿拉斯加州最南端的小镇埃达克就位于此岛上。埃达克岛长33.9英里（54.5）、宽22英里（35），面积为274.59平方英里（711.18平方），是美国第25大岛屿。由于强风作用的关系，岛上经常云层密布，气候寒冷，低海拔地区的植被主要为苔原（主要为草、苔藓、浆果、低洼开花植物等）。岛上最高点是接近岛屿西北端，海拔1196米（3924英尺）的莫菲特山，山峰全年大部分时间被冰雪覆盖。岛屿名称“埃达克”（Adak）取自阿留申语单词“adaq”，意为“父亲”。当地居民也会称这里为“The Birthplace of the Wind”（风诞生的地方）

## 历史

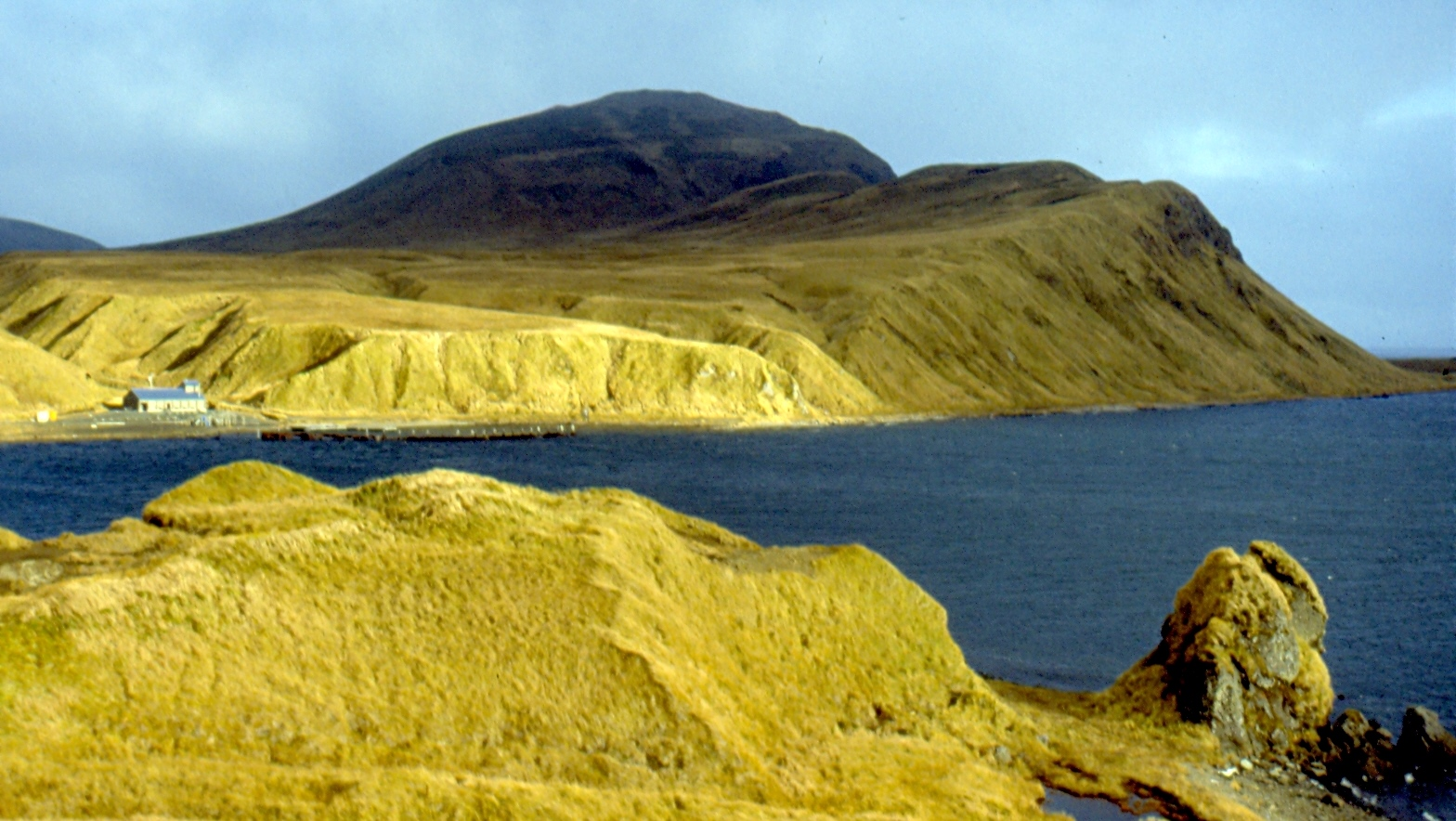
埃达克苔原。

埃达克岛自古以来就是阿留申人的居住地，18世纪时俄国探险家曾在此登陆，但没有在岛上建立长期定居点。第二次世界大战期间，日本帝国陆军攻克了位于阿留申群岛最西端的两个岛屿——阿图岛和基斯卡岛，取得了这两座岛屿的控制权，并且空袭了美国位于荷兰港（Dutch Harbor）的军事基地。日本的这一次行动恰逢著名的中途岛战役时期，作为回应，美军展开了一场驱除侵略者的军事行动。当时，美军在阿留申群岛的军事部署，距离埃达克岛最近的基地位于东部冷湾（Cold Bay），所以美国开始在阿留申群岛西部建设新的军事基地，以利对日军事行动。埃达克岛被选定为一座新机场的建设地，该机场于1942年9月建设完毕投入使用。
1943年5月11日，在因恶劣天气原因比原计划推迟4天之后，美军自埃达克岛机场出发，在阿图岛展开空降行动，与入侵的日军展开激烈战斗，歼灭日军2300人，美军也有550人阵亡。在这之后，美军在基斯卡岛策划了一项类似的登陆行动，但是当美军于1943年8月15日登陆后却发现，驻扎在基斯卡岛的日本海军部队已于当年5月底时秘密撤离。即便如此，在美国恢复对基斯卡岛主权的行动中，由于友军火力误伤、地雷和其他原因，仍有超过313名美军官兵阵亡。
二战后，仍然埋葬在埃达克岛墓地中的236具日本人遗骸，在1953年时，被送回日本，重新安葬于千鸟渊战殁者墓苑。

## 外部連結
1. ↑  Bergsland, K. . Fairbanks: Alaska Native Language Center. 1994.
2. ↑  .   [2014-02-22]. （原始内容存档于2020-02-24）.

- Adak Island in Google Maps
- Marine Barracks Adak ( 2009-10-24)
- Photographs of Adak 1944 onward, mostly by U.S. servicemen. （页面存档备份，存于）
- Adak Photos （页面存档备份，存于） Photographs from Adak Island, May 2006

51°47′04″N 176°38′25″W / 51.78444°N 176.64028°W